# Bobbi Gibb
Roberta Louise "Bobbi" Gibb, född den 2 november 1942 i  Cambridge i Massachusetts, är den första kvinnan att fullfölja Boston Marathon 1966.
Bobbi Gibb deltog förklädd till man. Kvinnor tilläts inte ställa upp på sträckor över 1,5 engelska mil, eftersom de inte ansågs klara långdistanssträckorna.
Hennes deltagande rönte stort intresse och stöd bland de manliga deltagarna i tävlingen, och hon kunde släppa förklädnaden. I slutet av tävlingen rapporterade media om henne på ett sätt som i efterhand fått loppet att framstå som historiskt. Gibb blev senare inofficiell segrare i Boston Marathons damklass tre år på raken (1966-1968), när Boston Athletic Association 1996 ändrade reglerna med retroaktivitet.